# Domingos Martins
Domingos Martins is een gemeente in de Braziliaanse deelstaat Espírito Santo. De gemeente telt 32.455 inwoners (schatting 2009).
De gemeente grenst aan Santa Maria de Jetibá, Santa Leopoldina, Cariacica, Viana, Marechal Floriano, Alfredo Chaves, Vargem Alta, Castelo, Venda Nova do Imigrante en Afonso Cláudio.
In de gemeente bevindt zich de berg Pedra Azul.